# Тајландски бат
Тајландски бат (тајландски: บาทไทย) је званична валута Тајланда. Симбол за бат је ฿, међународна ознака THB, а шифра валуте 764.  Бат издаје Банка Тајланда. У 2006. години инфлација је износила 5,1%. Један бат састоји се од 100 сатанга.
Ранији назив за валуту је тикал.
Постоје новчанице у износима 20, 50, 100, 500 и 1000 бата и кованице од 1, 5, 10, 25 и 50 сатанга као и од 1, 2, 5 и 10 бата. На свим новчаницама налази се Рама IX, краљ Тајланда.